# Distichophyllum mniifolium
Distichophyllum mniifolium är en bladmossart som beskrevs av Sim 1926. Distichophyllum mniifolium ingår i släktet Distichophyllum och familjen Hookeriaceae. Inga underarter finns listade i Catalogue of Life.